# Jimmy Thordsen
Pour les articles homonymes, voir Thordsen.
Jimmy Thordsen, né le 23 juillet 1948, est un ancien joueur portoricain de basket-ball.

## Palmarès
- Finaliste des Jeux panaméricains de 1975